# Niedersächsisches Landesamt für Denkmalpflege

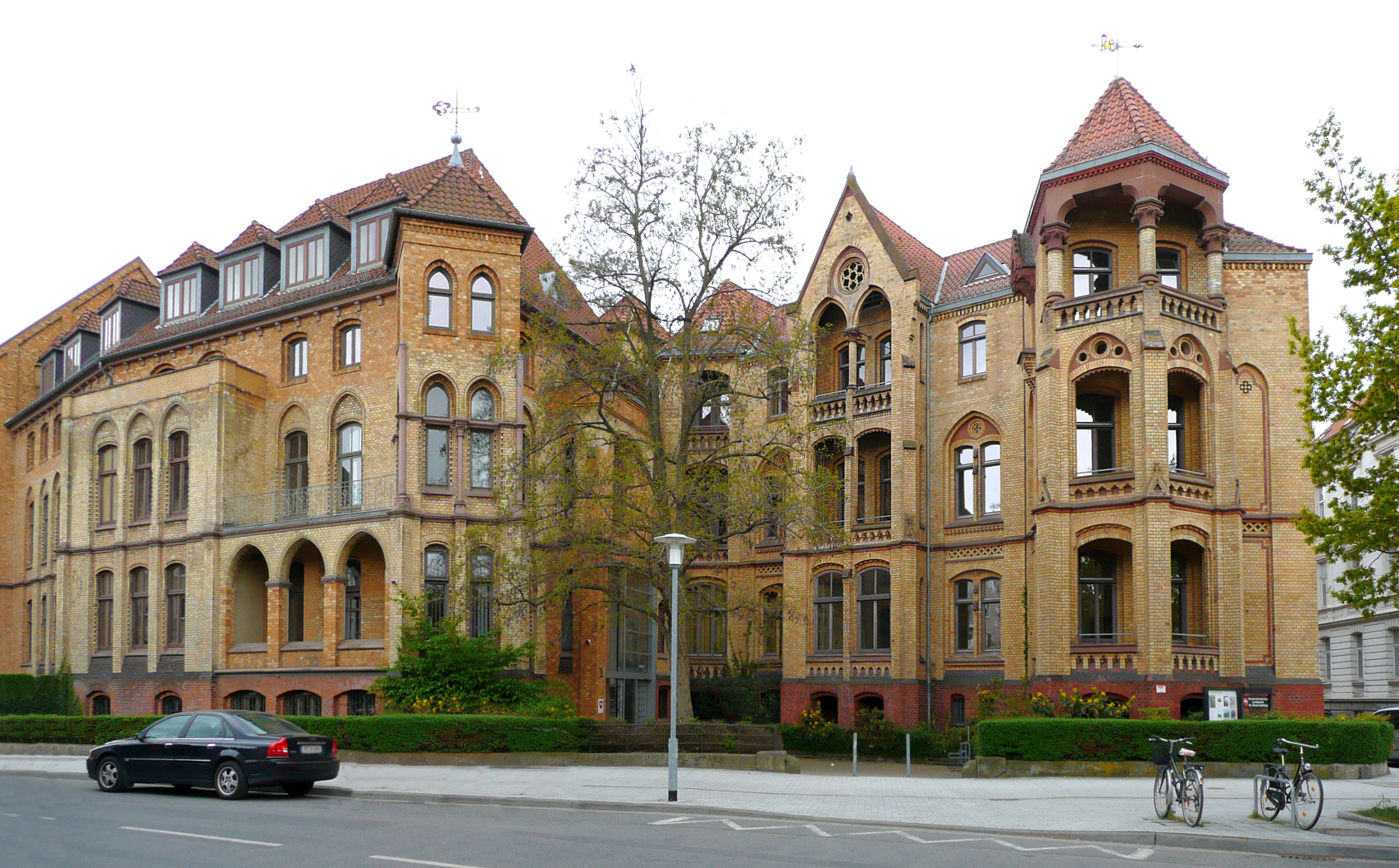
Sitz des Niedersächsischen Landesamtes für Denkmalpflege in Hannover, Haupteingang an der Scharnhorststraße, Ecke Kirchwenderstraße (2010)

Das Niedersächsische Landesamt für Denkmalpflege (NLD) mit Sitz in Hannover ist die zentrale staatliche Denkmalfachbehörde für übergeordnete Aufgaben der Denkmalpflege im deutschen Bundesland Niedersachsen. Es ist zuständig sowohl für die Bau- und Kunstdenkmalpflege als auch für die Bodendenkmalpflege (Archäologie). Die Behörde ist dem Niedersächsischen Ministerium für Wissenschaft und Kultur als Oberste Denkmalschutzbehörde nachgeordnet.

## Geschichte

### Anfänge der niedersächsischen Denkmalpflege
Das geschichtliche Interesse, vor allem an nationalen Geschichtszeugnissen, erwachte in der Zeit der Napoleonischen Kriege Anfang des 19. Jahrhunderts. Als Träger der Geschichtsbewegung gründeten sich Geschichtsvereine. Sie entstanden im Gebiet des heutigen Niedersachsens ab 1835 mit dem Historischen Verein für Niedersachsen, der 1841 die erste archäologische Inventarisation im Königreich Hannover vornahm. Es folgten 1847 der Osnabrücker Geschichtsverein, 1850 der Oldenburger Altertumsverein, 1856 der Stader Geschichtsverein und 1901 der Braunschweigischer Geschichtsverein. Die Tätigkeiten der Vereinigungen gestalteten sich lange als Privataktivität von Bürgertum, Adel, Militär und hoher Beamtenschaft. Eine staatlich institutionalisierte Denkmalpflege setzte erst 1864 ein, als das Königreich Hannover den Vorsitzenden des Historischen Vereins für Niedersachsen und Studienrat Johannes Heinrich Müller zum Konservator bestellte. Nach der preußischen Annexion des Königreichs Hannover 1866 setzte er sein Amt in preußischen Diensten fort. Ab Ende des 19. und Anfang des 20. Jahrhunderts wurde Denkmalpflege von den Landesmuseen in Braunschweig (Braunschweigisches Landesmuseum), Hannover (Provinzialmuseum Hannover) und Oldenburg (Landesmuseum für Natur und Mensch) betrieben.

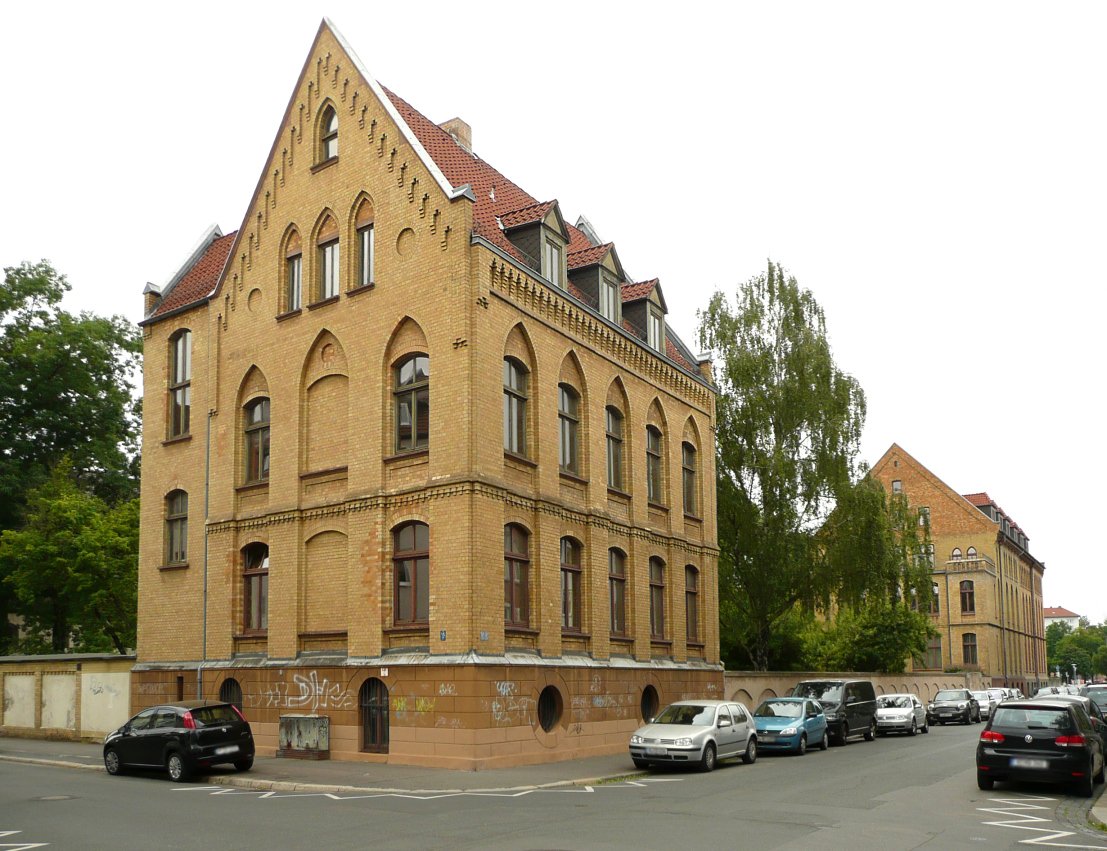
Nebengebäude (ehemaliges Ärztehaus) an der Scharnhorststraße, Ecke Gellertstraße (2012)

### Nachkriegszeit
Nach dem Zweiten Weltkrieg übten im 1946 gegründeten Niedersachsen die regionalen Verwaltungspräsidenten unter Führung des Niedersächsischen Kultusministeriums (seit 1974 des Niedersächsischen Ministeriums für Wissenschaft und Kultur) als Oberste Denkmalschutzbehörde die Denkmalpflege aus.
Als Fachbehörde wurden 1946 die Außenstellen für Baudenkmale in Braunschweig, Hannover und Oldenburg unter Leitung eines Landeskonservators organisatorisch zusammengeführt. 1958 wurde die Behörde Landeskonservator dem neu gegründeten Niedersächsischen Landesverwaltungsamt zugeordnet, die Bodendenkmalpflege stieß erst 1964 dazu.
1974 entstanden bei den neu eingerichteten vier Bezirksregierungen (Braunschweig, Hannover, Lüneburg und Oldenburg) Dezernate für Denkmalpflege und Bodendenkmalpflege. Als Obere Denkmalschutzbehörden übten sie die Fachaufsicht über die Kommunen und Landkreise als Untere Denkmalschutzbehörden aus. Für die überregional bedeutsame Denkmalpflege in Niedersachsen wurde analog zu den Bezirksregierungen 1974 das Dezernat Denkmalpflege beim Niedersächsischen Landesverwaltungsamt eingerichtet.

### Gesetzgebung
In der Anfangszeit der niedersächsischen Denkmalpflege gab es kein einheitliches Denkmalrecht, sondern in den einzelnen Vorgängerterritorien (Länder Hannover, Braunschweig, Freistaat Oldenburg und Schaumburg-Lippe) galten zum Teil sehr alte Rechtsbestimmungen, wie das Allgemeine Landrecht für die Preußischen Staaten von 1794 oder das preußische Ausgrabungsgesetz von 1914. Erst mit dem 1978 verabschiedeten und am 1. April 1979 in Kraft getretenen Niedersächsischen Denkmalschutzgesetz (NDSchG) entstand im Bundesland Niedersachsen ein einheitliches Denkmalrecht. Zuvor garantierte die 1974 geschaffene Niedersächsische Bauordnung einen gewissen Schutz für Kulturdenkmale im Lande.

### Landeskonservatoren und Landesarchäologen
Im Gebiet des heutigen Niedersachsens gab es bisher folgende Provinzialkonservatoren (ab 1946 Landeskonservatoren) und Landesarchäologen:
|                          |           |                                                              |           |
| Landeskonservatoren      | Amtszeit  | Landesarchäologen                                            | Amtszeit  |
| Johannes Heinrich Müller | 1864–1886 | Karl Hermann Jacob-Friesen                                   | 1913–1953 |
| Jacobus Reimer           | 1884–1910 | Hermann Hofmeister (Braunschweiger Landesarchäologe)         | 1932–1936 |
| Heinrich Siebern         | 1910–1937 | Alfred Tode (Braunschweiger Landesarchäologe)                | 1937–1965 |
| Gustav Darr              | 1937      | Wolfgang Dietrich Asmus (für die ehemalige Provinz Hannover) | 1953–1961 |
| Hermann Deckert          | 1937–1951 | Martin Claus                                                 | 1964–1974 |
| Oskar Karpa              | 1951–1963 | Hans-Günter Peters                                           | 1974–1979 |
| Hans Roggenkamp          | 1964–1973 | Klemens Wilhelmi                                             | 1980–1996 |
| Hans-Herbert Möller      | 1974–1991 | Hans-Wilhelm Heine (kommissarisch)                           | 1996–2001 |
| Christiane Segers-Glocke | 1991–2008 | Henning Haßmann                                              | seit 2001 |
| Stefan Winghart          | 2009–2017 |                                                              |           |
| Christina Krafczyk       | seit 2017 |                                                              |           |

### Institut für Denkmalpflege 1979
Mit Inkrafttreten des Niedersächsischen Denkmalschutzgesetzes (NDSchG) am 1. April 1979 wurde das Institut für Denkmalpflege (IfD) in Hannover als Organisation innerhalb des 1958 gegründeten Niedersächsischen Landesverwaltungsamtes geschaffen. Um für fachliche Aufgaben näher vor Ort zu sein, unterhielt das IfD vier Außenstellen mit Fachpersonal bei den Denkmalschutzdezernaten der Bezirksregierungen. Das Institut als Fachbehörde war mit seinen Außenstellen vor allem fachgutachterlich tätig, verfügte aber auch über zentrale Zuständigkeiten. Es wirkte an allen Entscheidungen der Unteren Denkmalschutzbehörden mit, die auf dessen Einvernehmen angewiesen waren. Anfang 1998 wurde das Landesverwaltungsamt mit den ihm angehörigen Behörden und dem Institut für Denkmalpflege aufgelöst.

### Niedersächsisches Landesamt für Denkmalpflege 1998

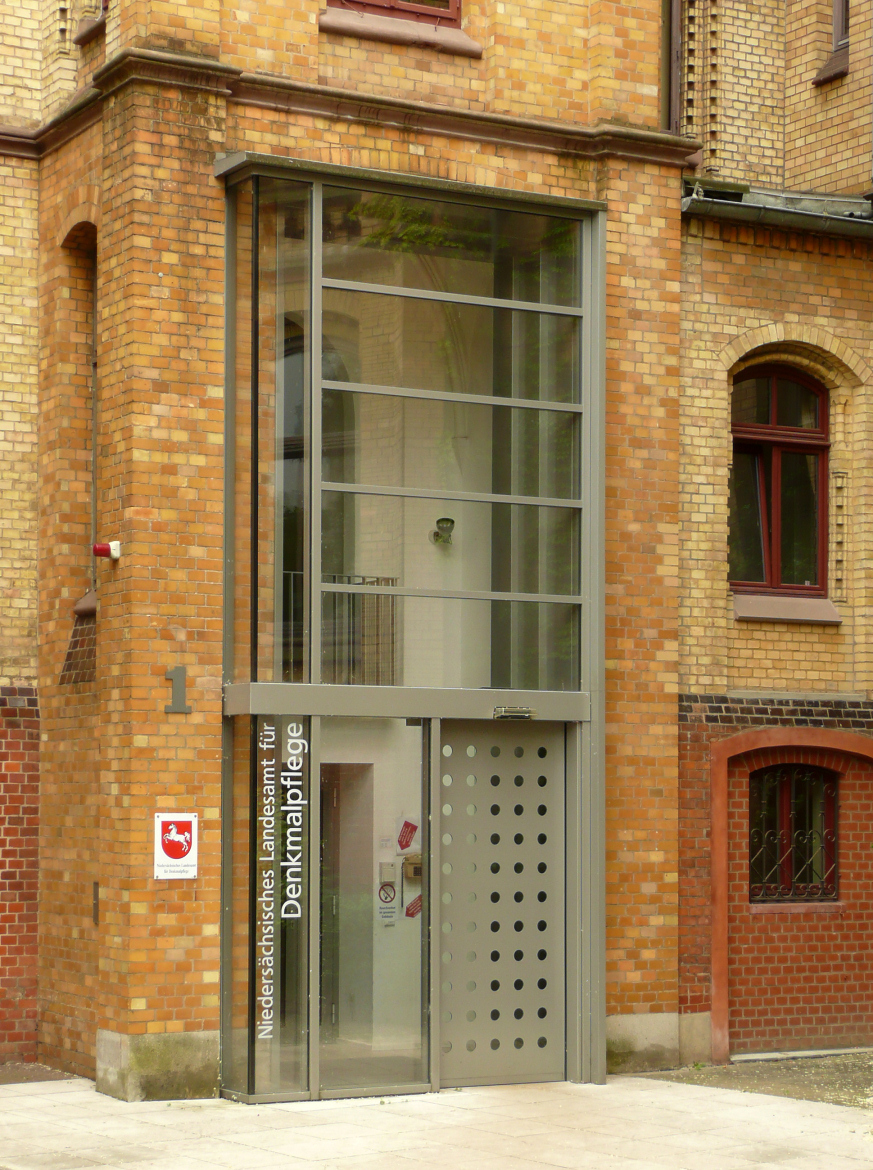
Der im Jahre 2001 modernisierte Eingangsbereich

Am 1. Januar 1998 wurde das Niedersächsische Landesamt für Denkmalpflege (NLD) aufgrund einer Gesetzesnovelle als selbständige Landesbehörde aus dem Institut für Denkmalpflege errichtet.
Im Jahre 2005 kam es zu nächsten Neuordnung der Denkmalpflege in Niedersachsen, deren Auslöser die Abschaffung der vier Bezirksregierungen in Niedersachsen als landesunmittelbare Mittelbehörden war. Dies erfolgte Ende 2004 im Zuge einer als Verwaltungsmodernisierung bezeichneten Reform nach einem Regierungswechsel bei der Landtagswahl 2003. Die Denkmalschutzdezernate der Bezirksregierungen wurden aufgelöst und in NLD-Stützpunkte in Braunschweig, Lüneburg, Oldenburg und Hannover umgewandelt. Die hoheitlichen Aufgaben zum Schutz der Kulturdenkmale verlagerten sich weitgehend nach unten „vor Ort“. Sie wurden den Kommunen und Landkreisen als Untere Denkmalschutzbehörden übertragen, die bei ihren Entscheidungen und denkmalrechtlichen Genehmigungen seither nicht mehr auf das Einvernehmen mit der Fachbehörde angewiesen waren. Dem „entmachteten“ Landesamt kamen lediglich noch beratende Tätigkeiten als Denkmalfachbehörde und wissenschaftliche Serviceeinrichtung zu. Einher mit der Kompetenzabgabe ging ein Personalabbau im Landesamt von etwa 140 auf rund 85 Stellen, wobei vor allem die bis dahin bestehende große Abteilung Inventarisierung abgebaut wurde. 2010 beanstandete der Niedersächsische Landesrechnungshof die eingeschränkte Funktions- und Arbeitsfähigkeit des NLD als Folge des Stellenabbaus. Diese Situation kam auch 2011 bei den parlamentarischen Beratungen im Landtag für eine von der Landesregierung initiierten Novelle des Niedersächsischen Denkmalschutzgesetzes in die Debatte.
Die im Oktober 2011 in Kraft getretene Gesetzesnovelle wertet das Niedersächsische Landesamt für Denkmalpflege durch neue Aufgaben auf. Dazu gehörten zum Beispiel die Unterstützung der 102 Unteren Denkmalschutzbehörden Niedersachsens (Stand 2016) durch archäologische Fachkompetenz, eine Beteiligung bei Maßnahmen im Zusammenhang mit UNESCO-Welterbestätten in Niedersachsen und die vorherige Anhörung von Eigentümern neu eingetragener Baudenkmale.
Im Jahre 2008 plante das Niedersächsische Ministerium für Wissenschaft und Kultur die Integration des NLD gemeinsam mit dem Braunschweigischen Landesmuseum in Braunschweig und dem Niedersächsischen Institut für historische Küstenforschung in Wilhelmshaven in ein zu gründendes „Niedersächsisches Institut für Archäologie und Baudenkmalpflege“. Dieses Konzept zur Neuorganisation der Denkmalpflege in Niedersachsen ist nicht weiter verfolgt worden. Stattdessen erfolgte in den Jahren 2009 bis 2013 eine technische und strukturelle Modernisierung sowie Neuorganisation des Landesamtes, für die 2 Millionen Euro zur Verfügung standen. Dabei wurde auch die veraltete EDV-Ausstattung erneuert.
2015 schlossen das NLD und das übergeordnete Ministerium eine Zielvereinbarung zum Arbeitsauftrag des Denkmalamts und zur Umsetzung der kulturpolitischen Zielsetzungen für die nächsten drei Jahre.

### Dienstgebäude

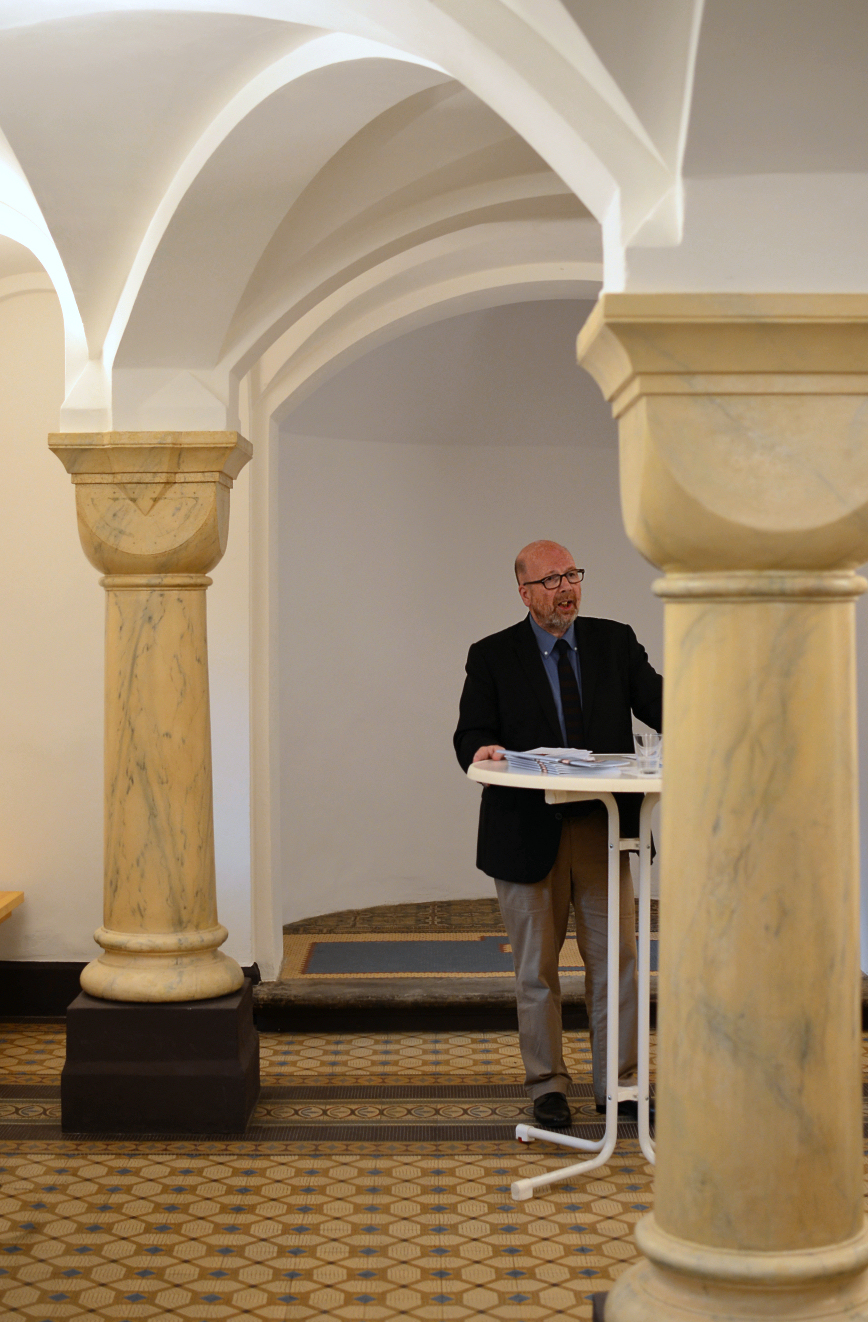
Die ehemalige Kapelle des Vinzenzkrankenhauses bei einem Vortrag des früheren Präsidenten des Denkmalamtes Stefan Winghart, 2016

Das Landesamt und seine Vorgängerinstitution Institut für Denkmalpflege hat seit 1982 seinen Sitz an der Scharnhorststraße 1 im Stadtteil Zoo nahe dem Platz Neues Haus mit der Hochschule für Musik, Theater und Medien Hannover und der Eilenriede. Es ist in einem aus gelbem Backstein erbauten Gebäudekomplex untergebracht, der aus dem katholischen Vinzenzkrankenhaus hervorging, das wiederum aus erweiterten Villen entstanden war.
Im Kern ist die 1865 nach Plänen des Architekten Bösser entstandene Villa des Verlagsbuchhändlers Carl Rümpler noch erhalten. Um 1882 erwarben drei Schwestern vom Orden der Barmherzigen Schwestern vom hl. Vinzenz von Paul mit Hilfe von Spendengeldern das Gebäude und Grundstück, um dort ein Krankenhaus einzurichten. Das St. Vinzenzstift verfügte in der Anfangszeit über etwa 50 Betten. Zur Vergrößerung erwarb der Orden in der Folgezeit nach Süden angrenzende Grundstücke. Mit den Erweiterungsbauten wurde Christoph Hehl 1894/95 beauftragt. Er errichtete in dieser Zeit am südlichen Ende des Grundstücks die St. Elisabeth-Kirche. Bei den Erweiterungen des Vinzenzstiftes Ende des 19. Jahrhunderts entstand im Parterre auf der Gartenseite eine zweischiffige Kapelle mit Kreuzgratgewölbe ein. Die Krankenhauskapelle wurde von der katholischen Gemeinde des Stadtteils Zoo mitgenutzt. Anfang des 20. Jahrhunderts erfolgte ein Ausbau zum Vinzenzkrankenhaus mit 200 Betten in der letzten Ausbaustufe um 1930.
Bei den Luftangriffen auf Hannover im Zweiten Weltkrieg verursachten Fliegerbomben schwere Gebäudeschäden am Krankenhaus, dessen Betrieb weiter lief. Die Wiederaufbauarbeiten waren 1950 abgeschlossen. 1972 zog das Vinzenzkrankenhaus in einen Neubau im Stadtteil Kirchrode. Das Land Niedersachsen erwarb den Gebäudekomplex des ehemaligen Krankenhauses und baute ihn ab 1979 mit erheblichem Aufwand für die Zwecke der neu geschaffenen Denkmalbehörde um. Es entstanden Archive, Labore, Fundlagerräume und Sicherheitsbereiche. Die frühere Krankenhauskapelle wurde als Kantine und Lagerraum genutzt.
2014 erfolgte eine Restaurierung der durch Wasserschäden beeinträchtigen Kapellen-Räumlichkeiten. Dabei wurden übertünchte Wand- und Gewölbemalereien wieder freigelegt. Die Maßnahmen dienten auch denkmaldidaktischen Zwecken, um vorbildliche Restaurierungsmethoden anschaulich zu machen. Seit dem Abschluss der Restaurierung im Jahr 2015 wird der ehemalige Kapellenraum für Veranstaltungen und Ausstellungen genutzt.

## Leitung

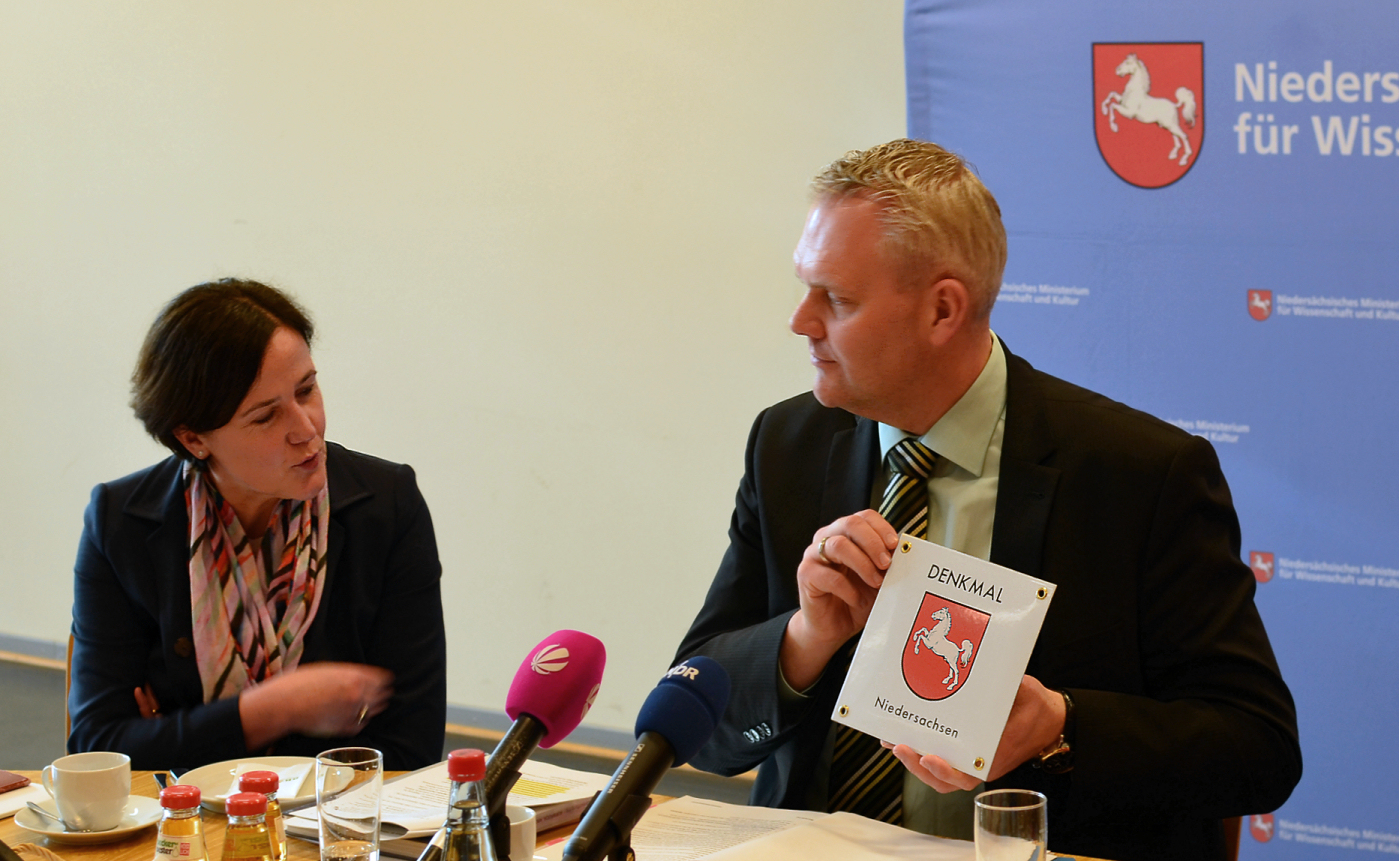
Die Präsidentin Christina Krafczyk mit dem damaligen niedersächsischen Wissenschaftsminister Björn Thümler bei der Vorstellung der neuen Denkmalplakette, 2018

Leiter des 1979 gegründeten Instituts für Denkmalpflege wurde der niedersächsische Landeskonservator Hans-Herbert Möller, der zuvor das Dezernat Denkmalpflege im Niedersächsischen Landesverwaltungsamt führte. Nach seinem Eintritt in den Ruhestand 1991 übernahm im selben Jahr die Landeskonservatorin Christiane Segers-Glocke die Leitung des Instituts, mit der Umwandlung in das Niedersächsische Landesamt für Denkmalpflege 1998 als Präsidentin. Ende 2008 trat sie in den Ruhestand. Am 27. April 2009 wurde Stefan Winghart zum Präsidenten des Niedersächsischen Landesamtes für Denkmalpflege berufen. Nach seiner Pensionierung folgte ihm im September 2017 Christina Krafczyk nach, die bis dahin an der Fakultät Architektur, Bauingenieurwesen und Umweltwissenschaften der TU Braunschweig tätig war.

## Aufgaben
Das Landesamt ist laut dem 1979 in Kraft getretenen Niedersächsischen Denkmalschutzgesetz dem Schutz und der Pflege des kulturellen Erbes verpflichtet. Seine Aufgaben als zentrale Fachbehörde bestehen in der Wahrnehmung der fachlichen Angelegenheiten des Denkmalschutzes und der Denkmalpflege. Dazu gehören als Hauptaufgaben:

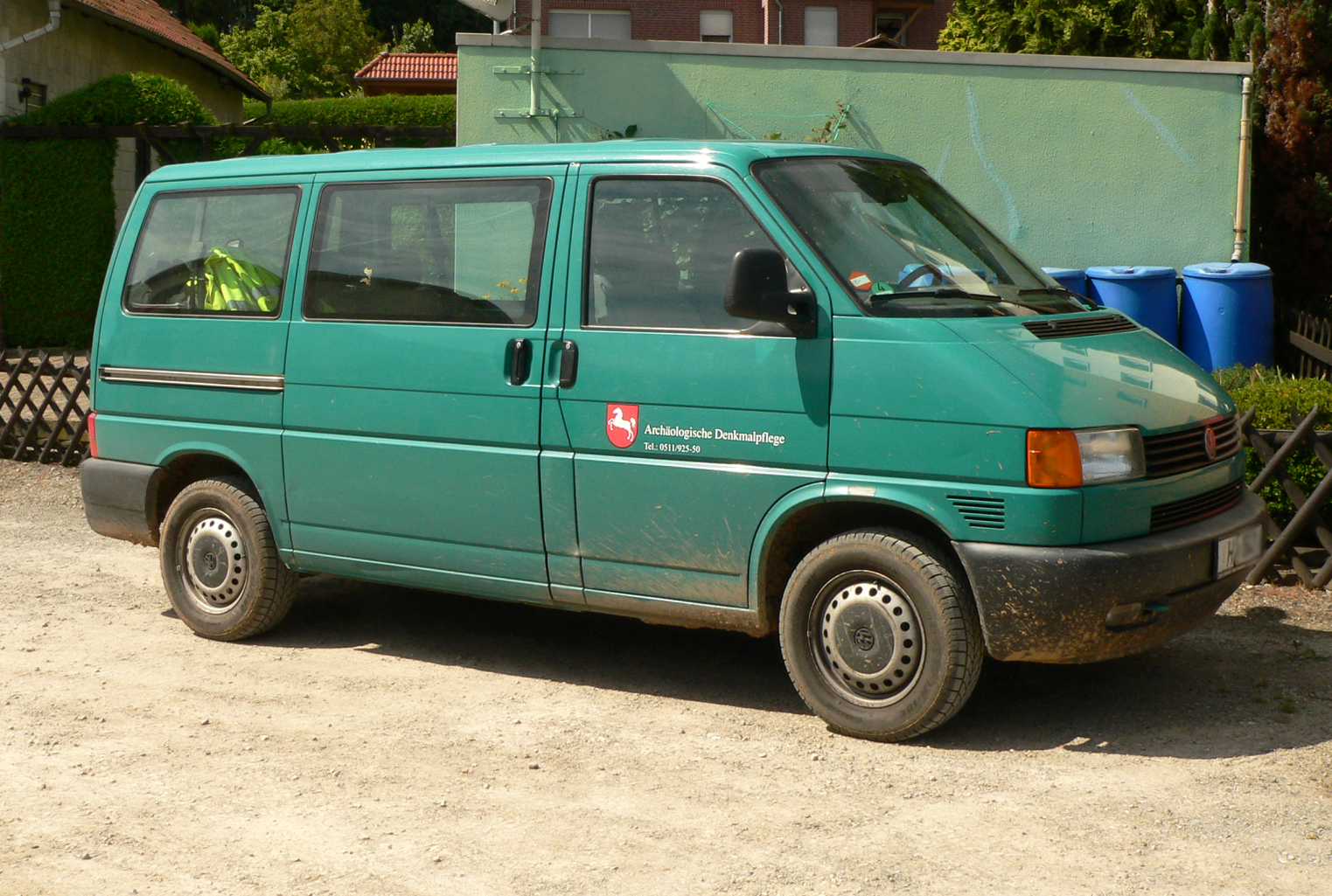
Dienstfahrzeug der Abteilung Archäologie

- Archäologische Begleitung von linearen Bauprojekten, wie Autobahnbau, Pipeline-Verlegung
- Aufstellung und Fortschreibung eines Verzeichnisses der Kulturdenkmale (Denkmalliste)
- Bereitstellung von Spezialwissen
- Durchführung von Restaurierungen und Ausgrabungen
- Erfassung, Erforschung und Dokumentation von Kulturdenkmalen über und unter der Erde (Bodendenkmale) sowie Veröffentlichung der Ergebnisse
- Fachliche Beratung für Denkmalschutzbehörden, Landeskirchen, staatliches Baumanagement und Eigentümer sowie Besitzer von Kulturdenkmalen
- Fortbildung für die rund 100 Denkmalschutzbehörden in Niedersachsen[22]
- Schaffung wissenschaftlicher Grundlagen für die Denkmalpflege
- Vorhalten zentraler Fachbibliotheken und Archive

Seit 2017 nimmt das Niedersächsische Landesamt für Denkmalpflege weitgehend die Aufgaben nach dem Kulturgutschutzgesetz wahr. Ab dem 1. Juli 2019 betreibt es das Forschungsmuseum Schöningen mit der Dauerausstellung der Schöninger Speere.

## Organisation

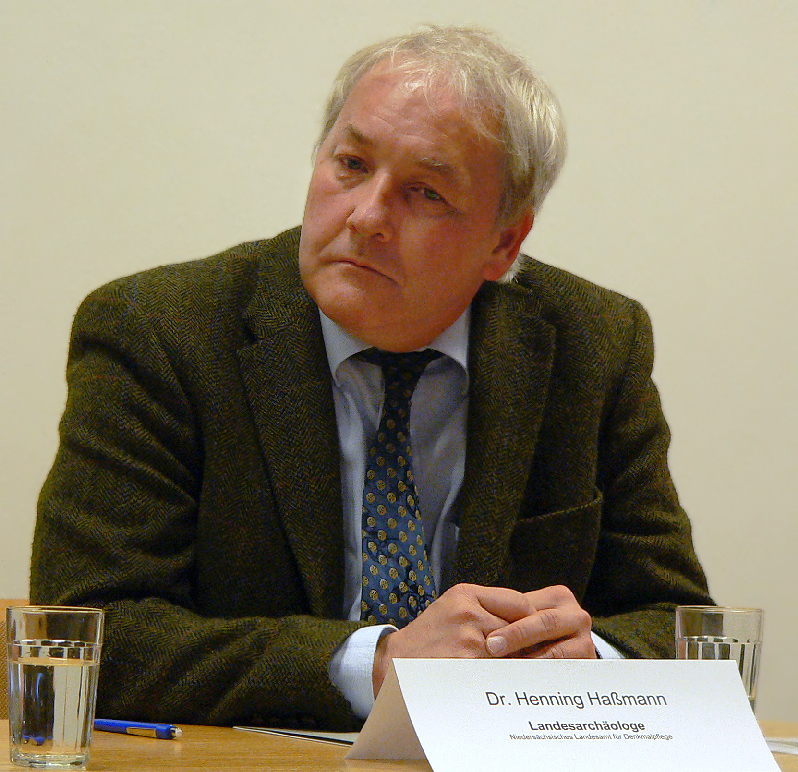
Abteilungsleiter Archäologie und niedersächsischer Landesarchäologe Henning Haßmann

Der Leitungsbereich der Behörde besteht aus der Präsidentin, dem Geschäftszimmer und der Präsidialstelle, bei der die Öffentlichkeitsarbeit sowie die Fort- und Weiterbildung angesiedelt sind. Die Behörde mit landesweiten Dienststellen ist in vier Abteilungen unterteilt, denen jeweils Referate nachgeordnet sind:
- Abteilung A: Archäologie mit Inventarisation und Dokumentation, den Gebietsreferaten[23] Braunschweig, Hannover, Lüneburg und Oldenburg sowie dem Referat Schwerpunktprogramme. Dies ist unterteilt in die Referatsgruppen:
  - Montanarchäologie
  - Archäologie des Mittelalters und der Neuzeit, Publikationswesen
  - Moor- und Feuchtbodenarchäologie
  - Paläoökologie
  - Paläolithikum/Mesolithikum und Projekt Schöningen

Ausgrabungen beschränken sich fast ausschließlich auf Rettungsgrabungen, wobei es auch einzelne Forschungs- und Lehrgrabungen gibt. Arbeitsschwerpunkte sind oder waren:
- Burgenforschung
- Montanarchäologie im Harz mit dem mittelalterlichen Bergwerk im Alten Lager seit 2008 und im Umland des Harzes mit Herrensitz Düna zwischen 1981 und 1985
- Moorarchäologie, vor allem im nordwestlichen Niedersachsen, wie Mädchen aus dem Uchter Moor und Pfahlwege im Campemoor
- Schöninger Speere im Braunkohletagebau des Helmstedter Reviers seit 1983
- Siedlungsarchäologie mit Siedlungskammer Rullstorf von 1979 bis 2009

- Abteilung B: Bau- und Kunstdenkmalpflege mit fachlicher Beratung von Bauherren, Architekten, Handwerkern bei der Planung, Finanzierung und Durchführung von Maßnahmen an Baudenkmalen sowie den Gebietsreferaten Braunschweig, Hannover, Lüneburg und Oldenburg.[24]
 Spezialgebiete sind:
  - Inventarisation
  - Denkmaltopographie
  - Gartendenkmalpflege
  - Städtebauliche Denkmalpflege
  - Technische Denkmale
- Abteilung F: Fachdienste mit Dienstleistungen zur Denkmalpflege, wie Restaurierungswerkstatt, Fachbibliothek (40.000 Bände), Archiv mit Schriften, Karten, Fotowerkstatt, Zeichenbüro, IUK-Technik, ADABweb, Restaurierungsberatung
- Abteilung Z: Zentrale Aufgaben mit internen Verwaltungsaufgaben zu Personal, Organisation, Haushalt
  - Angelegenheiten des Kulturgutschutzgesetzes, Genehmigungsstelle für Ausfuhren von hochwertigen Kulturgütern

Im Niedersächsischen Landesamt für Denkmalpflege befindet sich der Sitz der 2011 als gemeinnütziger Verein gegründeten
Gesellschaft für Denkmalpflege in Niedersachsen.

## Themen und Projekte

### Bau- und Kunstdenkmalpflege

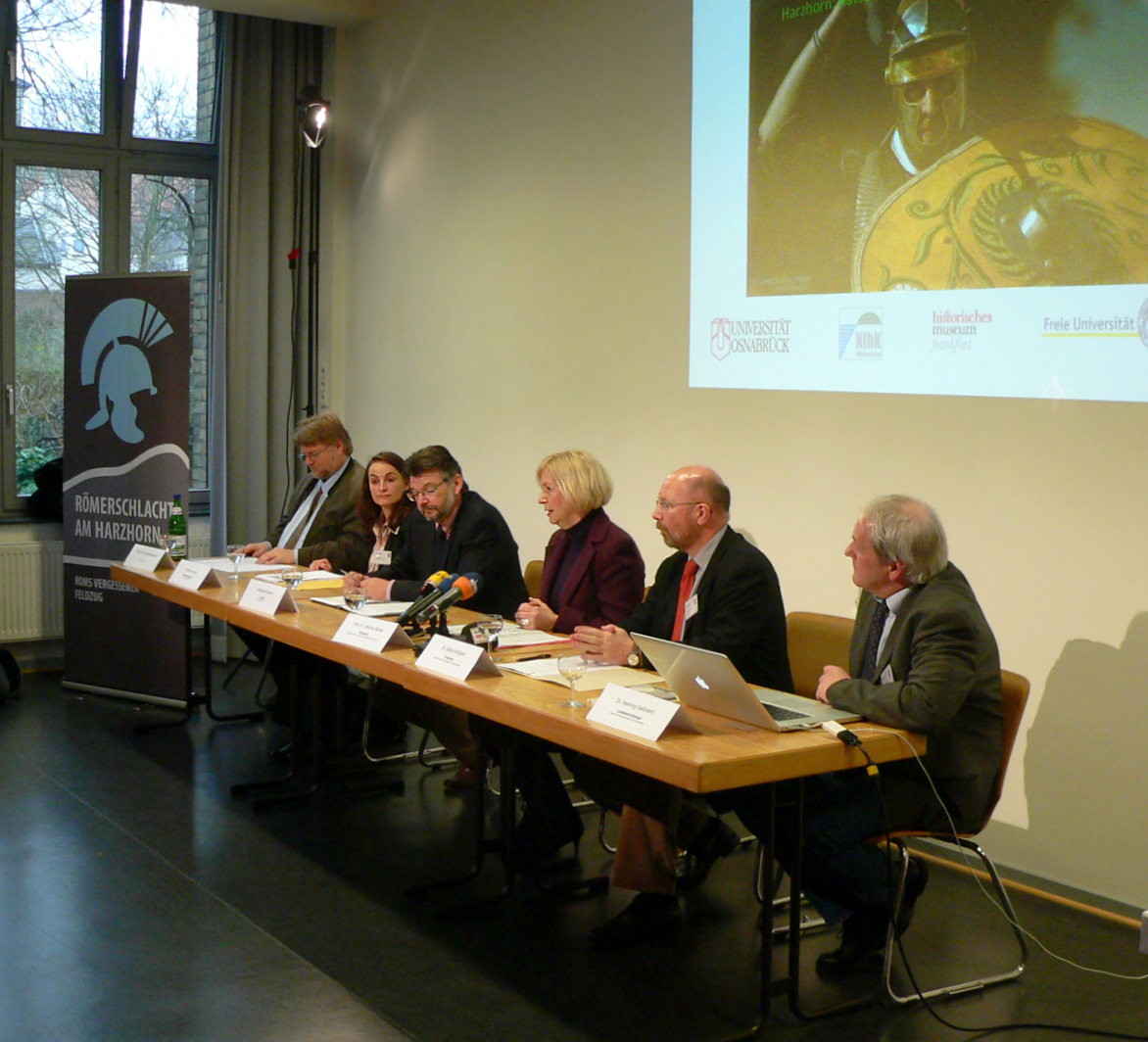
Pressekonferenz im NLD zum Harzhornereignis, 2012

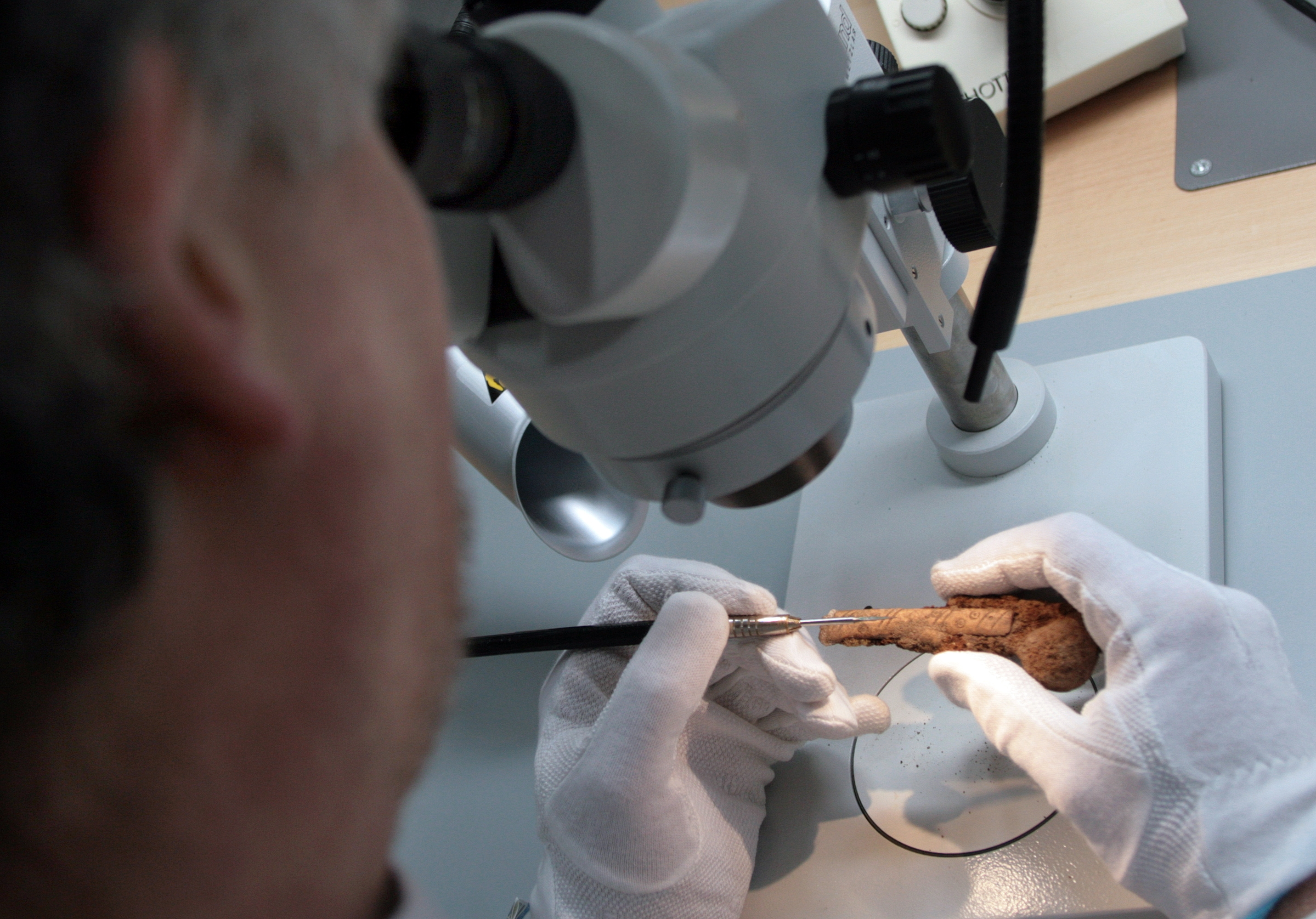
Untersuchung des Knochengriffs eines Messers, Fundstück vom Alten St.-Nikolai-Friedhof in Hannover

- Eisenbahnbauten
- Kirchenglasmalerei
- Kulturraum Oberweser
- Stiftskirche Königslutter

### Archäologie
- Airborne Laserscanning im Weserbergland
- Harzhornereignis
- Heidenwall Oldenburg
- Kranenburg im Steinhuder Meer
- Mädchen aus dem Uchter Moor
- NEL-Erdgasleitung mit Goldhort von Gessel
- paläon, archäologisches Forschungs- und Erlebniszentrum Schöninger Speere

### Restaurierung
- Computertomographie von Blockbergungen
- Deckenbemalung der Michaeliskirche Hildesheim
- (Foto-)Dokumentation der Schöninger Speere
- Umweltschäden an Steindenkmalen

### Siedlungsgeschichte des niedersächsischen Wattenmeers
Im Jahre 2012 kündigte das Niedersächsische Ministerium für Wissenschaft und Kultur das Projekt Besiedlungs- und Kulturgeschichte des Niedersächsischen Wattenmeerraums an. In dem gemeinsamen Vorhaben führen das Niedersächsische Institut für historische Küstenforschung und das Niedersächsische Landesamt für Denkmalpflege eine Inventarisierung des Wattenmeers durch, um neue Erkenntnisse zur Siedlungsgeschichte zu gewinnen. Dabei werden systematisch Bodenfunde im Wattenmeer gesichtet, ausgewertet und in der Datenbank ADABweb dargestellt. Das Projekt wird für notwendig gehalten, da Windparks mit Stromleitungen, Sandspülungen usw. den Raum zunehmend verändern.

## Datenbanken

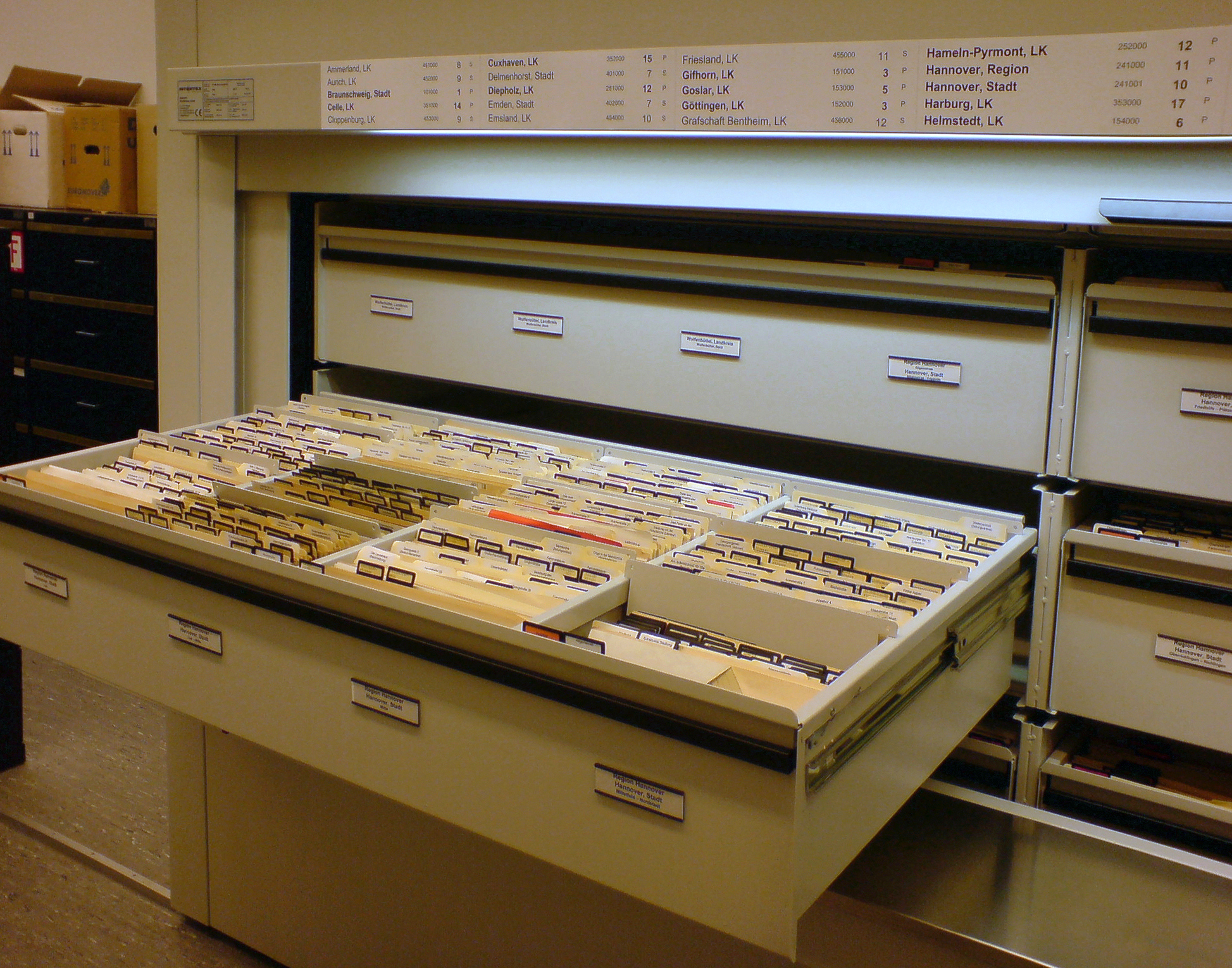
Archiv-Paternoster mit Karteikarten der Niedersächsischen Denkmalkartei (NDK) der landesweiten archäologischen und Baudenkmalerfassung aus den 1970er und 1980er Jahren

### ADABweb
Ab 1996 nutzte das NLD für die Inventarisation die archäologische Datenbank ADAB (Allgemeine Denkmaldatenbank). Seit 2003 wird als niedersächsisches E-Government-Projekt die weiterentwickelte, webbasierte Datenbank ADABweb für die gesamte Denkmalpflege, darunter auch die Bau- und Kunstdenkmalpflege, betrieben. Das System wurde auf der Computermesse CeBIT in den Jahren 2002, 2003 und 2004 vorgestellt. 2004 verfügte es über Daten zu rund 90.000 archäologischen Fundstellen und Denkmälern. 2010 waren 90.000 Fotos aus der Bau- und Kunstdenkmalpflege enthalten. Die Anwendung ist in das landesweite Intranet eingebunden, aber auch über einen geschützten Zugriff per Internet erreichbar. Genutzt wird die Datenbank auch von anderen niedersächsischen (Denkmal-)Behörden. Das System enthält unter anderem GIS-Daten von Mapservern wie das Landesamt für Geoinformation und Landentwicklung Niedersachsen sowie Katasterdaten und Daten von analogen Bildern sowie Texten. Hyperlinks geben zusätzlich vertiefende Informationen der relationalen Datenbank. Das seit 1989 verstärkt aufgebaute Luftbildarchiv der archäologischen Flugprospektion wurde ab 2004 in die Datenbank ADABweb integriert.

### mobiDENK
Um der breiten Öffentlichkeit einen Überblick über die Bau- und Bodendenkmäler in Niedersachsen zu gewähren, war das Denkmalinformationssystem „mobiDENK“ vorgesehen, das nicht realisiert wurde. Es sollte eingeschränkte Informationen aus der Datenbank ADABweb als mobiles GPS-basiertes System enthalten. Ein Prototyp auf einem PDA wurde 2004 auf der CEBIT vorgestellt.

### Denkmalatlas Niedersachsen
2017 kündigte das Niedersächsische Ministerium für Wissenschaft und Kultur als Überblick über die 80.000 Bau- und 130.000 Bodendenkmäler in Niedersachsen einen „digitalen Denkmalatlas“ als öffentliche Online-Plattform im Internet an. Das Vorhaben ging als Denkmalatlas Niedersachsen Anfang 2020 in einer Beta-Version online und soll nach einem stufenweisen Ausbau im Jahr 2023 über 120.000 Denkmale beinhalten. Dabei sind die einzelnen Denkmalobjekte auf einer interaktiven Landkarte sichtbar und mit Detailinformationen hinterlegt. Der vom Niedersächsischen Landesamt für Denkmalpflege realisierte Denkmalatlas ist als Informations- und Serviceplattform insbesondere für Bürger, Denkmalpfleger, Bauplaner und staatliche Stellen bestimmt.

## Publikationen
Das Niedersächsische Landesamt für Denkmalpflege gibt eine Reihe von Publikationen heraus:
- Arbeitshefte zur Denkmalpflege in Niedersachsen
- Denkmaltopographie Bundesrepublik Deutschland, Baudenkmale in Niedersachsen, 41 Bände (Stand 2012), (anfangs noch über das Niedersächsische Landesverwaltungsamt – Veröffentlichungen des Instituts für Denkmalpflege) anfangs herausgegeben vom niedersächsischen Landeskonservator Hans-Herbert Möller
- Nachrichten aus Niedersachsens Urgeschichte, Herausgabe gemeinsam mit der Archäologischen Kommission für Niedersachsen
- Fundchronik Niedersachsen als Beiheft zu Nachrichten aus Niedersachsens Urgeschichte
- Materialhefte zur Ur- und Frühgeschichte Niedersachsens
- Wegweiser zur Vor- und Frühgeschichte Niedersachsens
- Zeitschrift Berichte zur Denkmalpflege in Niedersachsen, erscheint seit 1981 vierteljährlich
- Niedersächsische Denkmalpflege 1955–2001

## Veranstaltungen
Das NLD bietet der interessierten Öffentlichkeit zahlreiche thematische Veranstaltungen und Aktivitäten in Niedersachsen an, die auch mit Veranstaltungspartnern durchgeführt werden. Größere Resonanz erfahren dabei:
- Spurensuche mit Denkmalpflegern als Exkursionsfahrten mit der Gesellschaft für Denkmalpflege in Niedersachsen zu historisch bedeutsamen Stätten seit 2009 (quartalsweise)
- Tag der Niedersächsischen Denkmalpflege seit 1986 (zweijährlich)
- Tag des offenen Denkmals seit 1993 (jährlich)
- Vortragsreihen mit der Gesellschaft für Denkmalpflege in Niedersachsen im Winterhalbjahr zu archäologischen Themen, wie Stadtarchäologie
- 85. Tag für Denkmalpflege am Sonntag, 18. Juni in Oldenburg im Rahmen der Jahrestagung der Vereinigung der Landesdenkmalpfleger, 19. bis 21. Juni 2017 in Oldenburg
- Tag der offenen Tür in den archäologischen Werkstätten am 18. März 2018[31][32]

## Kennzeichnung von Denkmälern

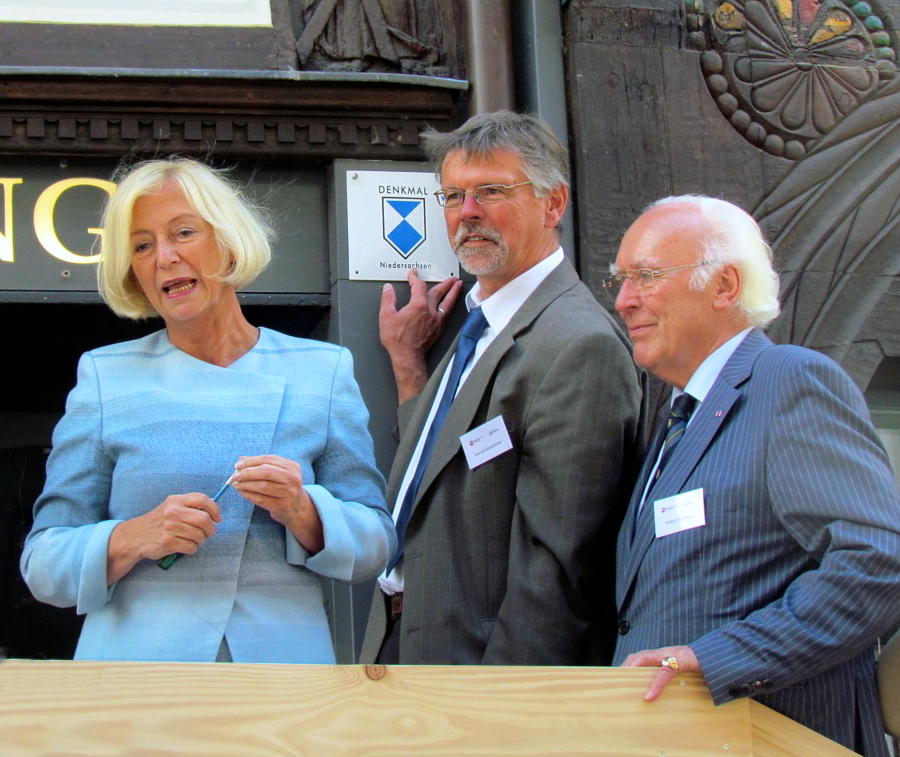
Anbringen der ersten Denkmalschutzplakette (2012) am Eickeschen Haus in Einbeck durch die damalige niedersächsische Kulturministerin Johanna Wanka

Seit der Änderung des Niedersächsischen Denkmalschutzgesetzes im Jahre 2011 können Eigentümer auf freiwilliger Basis ihre Bau- und Bodendenkmale mit einer Denkmalschutzplakette kennzeichnen, die vom Niedersächsischen Ministerium für Wissenschaft und Kultur als oberste Denkmalschutzbehörde herausgegeben wird. Die Plaketten werden von den unteren Denkmalschutzbehörden ausgegeben. Voraussetzung für die Ausgabe ist, dass die Eigentümer ihren Pflichten in Hinblick auf Erhalt und Instandsetzung in vollem Umfang nachkommen.
Die zunächst von 2012 bis 2017 ausgegebene Denkmalschutzplakette war mit ihrem Symbol gestalterisch von der Plakette nach der Haager Konvention zum Schutz von Kulturgut bei bewaffneten Konflikten (1954) abgeleitet und barg Verwechslungsgefahr. Daher wurde die niedersächsische Plakette Anfang 2018 von einem weißen Schild mit dem Landeswappen (Niedersachsenross) abgelöst. Alle rund 400 zuvor ausgegebenen Plaketten konnten kostenlos ausgetauscht werden. Die zuletzt gültige „Richtlinie zur Kennzeichnung von Baudenkmalen und Bodendenkmalen gemäß § 28 Abs. 2 Niedersächsisches Denkmalschutzgesetz mit einer Denkmalschutzplakette“ datiert vom 21. November 2024.

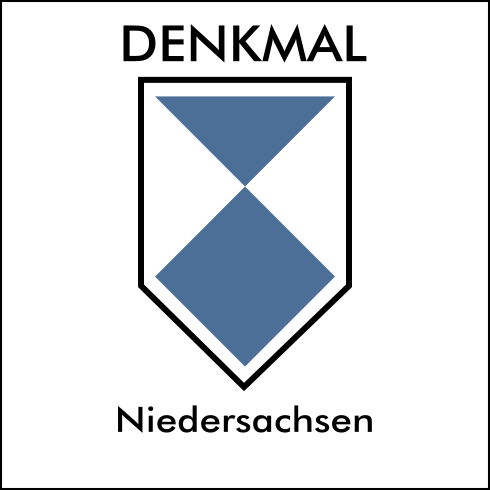
Plakette für ein Baudenkmal (2012–2017)
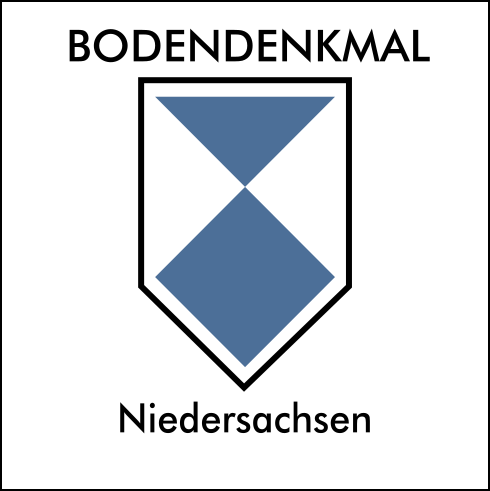
Plakette für ein Bodendenkmal (2012–2017)
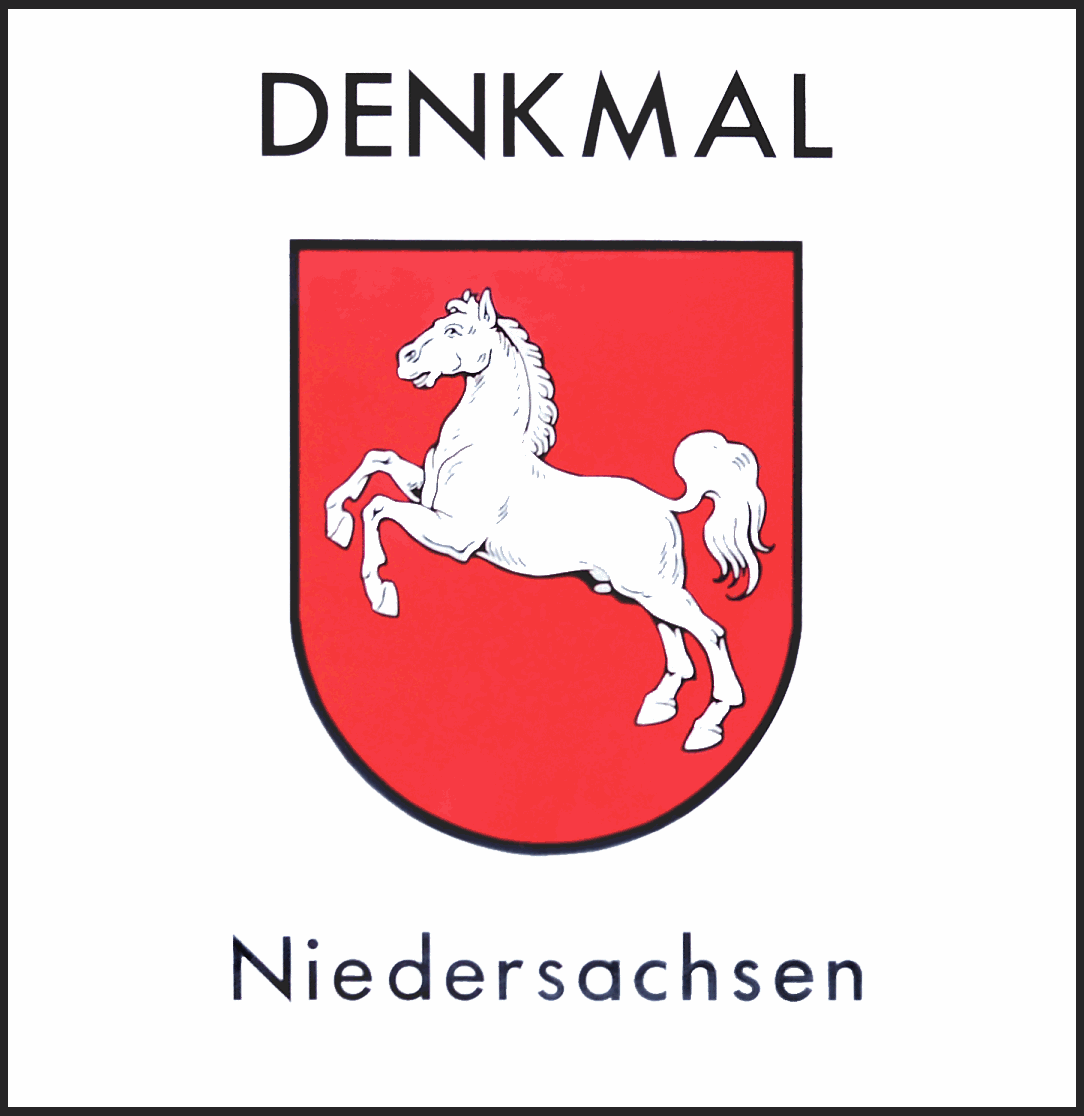
Denkmalschutzplakette ab 2018